# Frisbee ai Giochi mondiali 2022 - Torneo misto
La gara del torneo maschile di frisbee ai Giochi mondiali 2022 si è svolta dal 12 al 16 luglio 2022 a Birmingham.

## Risultati

### Fase preliminare

#### Gruppo A
| Pos | Team        | G | W | L | GF | GA | GD  | Pts |
| --- | ----------- | - | - | - | -- | -- | --- | --- |
| 1   | Germania    | 3 | 3 | 0 | 36 | 13 | +23 | 6   |
| 2   | Stati Uniti | 3 | 2 | 1 | 36 | 28 | +8  | 4   |
| 3   | Canada      | 3 | 1 | 2 | 26 | 37 | −11 | 2   |
| 4   | Regno Unito | 3 | 0 | 3 | 26 | 36 | −10 | 0   |

#### Gruppo B
| Pos | Team      | G | W | L | GF | GA | GD  | Pts |
| --- | --------- | - | - | - | -- | -- | --- | --- |
| 1   | Colombia  | 3 | 3 | 0 | 39 | 28 | +11 | 6   |
| 2   | Australia | 3 | 2 | 1 | 37 | 36 | +1  | 4   |
| 3   | Giappone  | 3 | 1 | 2 | 31 | 38 | −7  | 2   |
| 4   | Francia   | 3 | 0 | 3 | 34 | 39 | −5  | 0   |

### Fase finale
|  | Semifinale  | Semifinale  | Semifinale  |             |           | Finale            | Finale            | Finale            |  |
|  |             |             |             |             |           |                   |                   |                   |  |
|  | Australia   | Australia   | 12          |             |           |                   |                   |                   |  |
|  | Australia   | Australia   | 12          |             |           |                   |                   |                   |  |
|  | Germania    | Germania    | 13          |             |           |                   |                   |                   |  |
|  | Germania    | Germania    | 13          |             | Australia | Australia         | 11                |                   |  |
|  |             |             |             |             | Australia | Australia         | 11                |                   |  |
|  |             |             | Stati Uniti | Stati Uniti | 13        |                   |                   |                   |  |
|  | Colombia    | Colombia    | Stati Uniti | Stati Uniti | 13        | 11                |                   |                   |  |
|  | Colombia    | Colombia    |             |             |           | 11                |                   |                   |  |
|  | Stati Uniti | Stati Uniti | 13          |             |           | Finalina 3º posto | Finalina 3º posto | Finalina 3º posto |  |
|  | Stati Uniti | Stati Uniti | 13          |             |           |                   |                   |                   |  |
|  |             |             |             |             |           |                   |                   |                   |  |
|  |             |             |             |             |           | Germania          | Germania          | 11                |  |
|  |             |             |             |             |           | Germania          | Germania          | 11                |  |
|  |             |             |             |             |           | Colombia          | Colombia          | 13                |  |